# Yatoro
Илья Мулярчук (укр. Ілля Мулярчук; род. 12 марта 2003, Буча, Киевская область) — украинский киберспортсмен по Dota 2, более известный как Yatoro или Raddan. Играет в команде Team Spirit. В 2021 году стал чемпионом мира на турнире The International 10, выиграв более 3,5 миллионов долларов. В 2023 году одержал победу на The International 12 и стал двукратным чемпионом мира.

## Карьера
По словам Мулярчука, о Dota 2 он узнал от своего старшего брата, а начал играть в 2012—2013 годах, когда ему было 8 лет. В 14 лет у Мулярчука было 6000 очков рейтинга, он играл на 4 позиции (семи-саппорт). В девятом классе Мулярчук поставил себе цель пробиться в киберспорт, к чему родители отнеслись с пониманием. В 11 классе впервые попал команду и получил призовые. После окончания школы Мулярчук хотел стать журналистом или криминалистом, но в итоге поступил на факультет геологии на заочное обучение, в котором, по словам Мулярчука, он так ни разу и не появился.
В начале 2020 года Мулярчук и Максим «re1bl» Афанасьев собрали свою команду, после чего их позвали на тест в команду Nemiga, но игроки отказались от вступления ещё до оглашения результатов. Аналогично Мулярчук поступил с приглашениями в Team Empire и Cyber Legacy. После неудачного теста в команду B8 с Мулярчуком связался Дмитрий «Korb3n» Белов — менеджер Team Spirit, собиравший в то время команду. Korb3n отметил уровень рассуждений и командную игру Yatoro, в связи с чем он и был подписан в состав.
В Team Spirit Yatoro занял позицию керри. В 2021 году команда выиграла чемпионат мира по Dota 2 — The International 10, заработав более 18 млн долларов. Из них Мулярчук получил 3,7 млн.
30 октября 2023 года команда во второй раз выиграла чемпионат мира The International 12 и получила 1,5 млн долларов.
7 июля 2024 года Мулярчук официально сменил свой никнейм на Raddan, указав его на сайте регистрации Valve. При этом игрок отметил, что никнейм временный, и «когда наскучит», поменяет его обратно на Yatoro.
В сентябре 2024 года после вылета с The International 2024 на 9—12 месте, Мулярчук и Мирослав «Mira» Колпаков взяли паузу в киберспортивной карьере и покинули команду, а оффлейнер Магомед «Collapse» Халилов и тренер Silent ушли в отпуск. 5 января следующего года все, кроме Мирослава, вернулись в основной состав.